# Al-Balad
Al-Balad (arabisch البلد al-Balad ‚Das Gebiet‘; ‚Die Ortschaft‘) ist die 90. Sure des Korans, sie enthält 20 Verse. Ihr Titel bezieht sich auf den ersten Vers. Die Sure gehört zu den frühen Teilen des Korans, die in Mekka offenbart wurden (610–615). Allerdings hält Suyuti die Verse 5–20 für medinisch.
Der einleitende Schwur auf das Gebiet bzw. die Ortschaft, wo sich der Prophet aufhält, bezieht sich auf Mekka. In der Folge unterstreicht die Sure die Allmacht des Schöpfers und seine Herrschaft. Mit Hinweisen auf die Befreiung von Sklaven, die Speisung von verwandten Waisen und Bedürftigen werden zudem die sozialen Pflichten des Menschen betont.
Friedrich Rückert berücksichtigt in seiner Koranübersetzung (1888) die Reimprosa des arabischen Originals. In Rückerts Version lauten die Verse 1–16 wie folgt: 

„Soll ich schwören bei dieser Stadt? Beim Säemann und seiner Saat! Wir erschufen den Menschen zu harter Tat. Meint er, daß Niemand Gewalt auf ihn hat? Er spricht: O wie vieles Gut ich zertrat! Meint er, daß Niemand gesehn ihn hat? Wer hat ihm die Augen bereitet? Und die Lippen ihm geweitet? Und auf den Scheideweg ihn geleitet. Doch er erklimmt nicht den hohen Rand. Weißt Du, was ist der hohe Rand? Zu lösen der Gefangenen Band; Zu speisen, wenn der Hunger im Land, Den Waisen, der dir anverwandt, Den Armen, der dir unbekannt.“